# Талеб Марія Амель Маджидівна
Марія Амель Маджидівна Талеб (нар. 17 січня 2004) — українська футболістка, півзахисниця полтавської «Ворскли».

## Клубна кар'єра
На юнацькому та молодіжному рівні виступала за одеські клуби ДЮСШ-11, «Чорноморець» та «Атлетик».
Напередодні старту сезону 2019/20 років стала гравчинею «Ніки». У футболці миколаївського клубу дебютувала 24 серпня 2019 року в переможному (1:0) виїзному поєдинку 1-го туру Першої ліги України проти «Харківського коледжу». Марія вийшла на поле на 58-ій хвилині, замінивши Олену Мустафаєву. У сезоні 2019/20 років зіграла 2 матчі в Першій лізі України та 1 поєдинок у кубку України. Команда посіла 1-ше місце у групі Б та підвищилася в класі. За «Ніку» у Вищій лізі України дебютувала 11 вересня 2020 року в переможному (3:0) домашньому поєдинку 3-го туру проти вінницького «ЕСМ-Поділля». Талеб вийшла на поле на 67-ій хвилині, замінивши Олену Клепацьку. Першим голом у вищому дивізіоні українського жіночого футболу відзначилася 16 квітня 2021 року на 19-ій хвилині переможного (20:0) виїзного поєдинку 2-го туру другого етапу проти «Буковинської Надії». Марія вийшла на поле в стартовому складі, а на 53-ій хвилині її замінила Олена Мустафаєва. У сезоні 2020/21 років зіграла 13 матчів (1 гол) у Вищій лізі України та 1 поєдинок у кубку України.
27 липня 2021 року підписала контракт з «Кривбасом». У футболці криворізького клубу дебютувала 31 липня 2020 року в нічийному (1:1) виїзному поєдинку 1-го туру Вищої ліги України проти «Восхода» (Стара Маячка). Талеб вийшла на поле в стартовому складі та відіграла увесь матч.
Ігровий сезон 2022—2023 років Талеб розпочала у складі футбольного клубу «Сампдорія» в італійській Серії А. 

## Кар'єра в збірній
Виступала за дівочі збірні України різних вікових категорій. 29 жовтня 2018 року дебютувала у футболці дівочої збірної України (WU-15) в переможному (3:2) поєдинку проти одноліток з Білорусі. Марія вийшла на поле в стартовому складі та відіграла увесь матч. Загалом за збірну WU-15 у 2018 році провела 2 поєдинки.
У футболці дівочої збірної України (WU-17) дебютувала 15 травня 2019 року в програному (0:1) виїзному поєдинку проти дівочої збірної Швейцарії (WU-17). Талеб вийшла на поле в стартовому складі, а на 64-ій хвилині її замінила Вероніка Ображій. Загалом провела 5 поєдинків за команду WU-17.
За жіночу молодіжну збірну України дебютувала 20 жовтня 2021 року в програному (1:4) виїзному поєдинку кваліфікації до чемпіонату Європи 2022 року проти одноліток з Нідерландів. Марія вийшла на поле в стартовому складі та відіграла увесь матч.